# Ралник
Ралникът е една от костите, които изграждат носната преграда. Намира се долно-задния участък на носната преграда и рядко е точно по средата. Формата му, както показва и самото име, е сходна с тази на рало - неправилен четириъгълник. Горният му ръб се свързва с вертикалната пластинка на решетъчната кост (Os ethmoidale) и клиновидната кост (Os sphenoidale), предният ръб - с хрущялната част на носната преграда, долният ръб - с горната челюст (Maxilla) и небцовата кост (Os palatinum), а задният ръб е свободен и разделя задния отвор на носната кухина на две хоани. Особеност при свързването на ралника и решетъчната кост е разделянето на горно-задния край на ралника на две крила (Alae vomeris), които обгръщат част от тялото на клиновидната кост – Rostrum sphenoidale.
- предна част (Vomer anterior)
- задна част (Vomer posterior)